# O・J・シンプソン
オレンタール・ジェームス・シンプソン（Orenthal James Simpson , 1947年7月9日 - 2024年4月10日）は、アメリカ合衆国の元アメリカンフットボール選手、俳優。カリフォルニア州サンフランシスコ出身。
O. J.（アメリカ合衆国でオレンジジュースの略語）のイニシャルで知られ、「ジュース」の愛称で呼ばれた。引退後、アメリカンフットボール選手としてプロフットボール殿堂入りした。1994年に発生した元妻の殺害事件（O・J・シンプソン事件）の被告人となったことでも知られる。

## 経歴

### 生い立ち
アフリカ系アメリカ人の両親の元に生まれる。子供の頃に栄養失調でガニ股となった。当時ギプスを買うお金もシンプソンの家にはなかった。
ガリレオ高校に在籍中に、高校のアメリカンフットボールチーム「ガリレオライオンズ」に参加する。
サンフランシスコ市立大学の短期大学部での2年間で2,445ヤードを走り54タッチダウンをあげる活躍を見せ、その能力を見込まれ南カリフォルニア大学に編入学し、わずか2年間の在籍で当時のパシフィック・テン・カンファレンス新記録となる3,423ヤードを走り、35タッチダウンをあげた。4年次の1968年には、1,880ヤードを走り、カンファレンス記録となる23TD、ハイズマン賞、マックスウェル賞を受賞、「（オレンジ）ジュース」のニックネームがつけられた。

### プロ入り後
1969年のAFL、NFL合同ドラフトで前年度に1勝12敗1引分というリーグ最悪の成績を残したバッファロー・ビルズに全体1位で指名されて入団した。当時ヘッドコーチのジョン・ラウチはカレッジフットボールと違い1人のランナーが30回、40回とボールキャリアとなることに否定的で、シンプソンをランニングバックとしてだけでなくレシーバーやブロッカー、スペシャルチームでリターナーとしても起用しようと考えた。これはスタールーキーとヘッドコーチとの間に摩擦をもたらした（ラウチコーチは試合当日の朝にも筆記試験を行い、そうしたことでベテラン選手の何人かは嫌気がさしてチームを去っていた。）。オークランド・レイダースのようにより早くより遠くを目指すオフェンスをゲームプランにしていたラウチコーチは高齢となり怪我も多くなったジャック・ケンプからハーベン・モーゼス、マーリン・ブリスコーへのロングパスを多用する攻撃を好んでおりランプレイでもウェイン・パトリック、ビル・エンヤットらと併用されたシンプソンは1試合あたり13回のボールキャリーで697ヤードのランに終わった。
2年目の1970年シーズンもQBデニス・ショーによってレイダースのようなオフェンスプランが継続して使用された。ニューヨーク・ジェッツ戦では95ヤードのキックオフリターンTDをあげたがシーズン半ばのシンシナティ・ベンガルズ戦のパントリターンでシーズン絶望となるひざの怪我を負い488ヤードの獲得に終わった。
1971年シーズン開幕直前にラウチコーチが解任され、後任としてハーベイ・ジョンソンコーチが就任した。シーズン開幕後オフェンスラインに怪我人が続出し6試合連続TDが奪えず4試合連続で完封負けするなどNFL最悪の1勝13敗に終わった。この頃、シンプソンは「ハドルの中に知らない奴がいるから自己紹介をしなくてはならないくらいだよ」と語った。この年シンプソンは742ヤードを走り5TDをあげた。
1972年にビルズに元ヘッドコーチのルー・セイバンがヘッドコーチとして復帰した。シンプソンのポテンシャルを見抜いたセイバンによってクッキー・ギルクリストが任されたようにシンプソンがオフェンスの中心として起用されるようになった。チームはドラフト2巡目で後にカレッジフットボール殿堂入りを果たすオフェンスラインのレジー・マッケンジーを獲得した。シンプソンが左、シンプソンが右、シンプソンが中央といったプレーが中心となり、ハイズマン賞受賞RBであるシンプソンは一躍リーグでも有数のRBとなった。この年1,251ヤードを走り、シンプソンはNFLのリーディングラッシャーに初めてなった。
1973年にシンプソンはNFLの年間記録として初めて2,000ヤードを越える2,003ヤードのランを記録し（それまでの記録は1963年、ジム・ブラウンの1,863ヤード。）、当年のMVPを受賞した。後に年間2,003ヤードの記録は破られるものの、当時は1シーズン14試合制であり、連続14試合での獲得ヤードでシンプソンの記録を超えたNFL選手は未だ現れていない（1978年以降は1シーズン16試合制）。この年開幕週のニューイングランド・ペイトリオッツ戦で250ヤードを走り1試合のラッシング獲得ヤードNFL記録を作った。その後4試合連続で100ヤード以上を走り5試合終了時点で813ヤードとなったシンプソンにはジム・ブラウンの記録更新の期待が高まった。スーパーボウルチャンピオンのマイアミ・ドルフィンズ戦では55ヤードと抑えられたが、10月29日のカンザスシティ・チーフスとのマンデーナイトフットボールで157ヤードを走り、シーズン前半7試合で1,000ヤードを突破した。続く2試合で79ヤード、99ヤードに終わったが続く4試合で100ヤード以上を走りシーズン2試合を残した時点で1,584ヤードまで記録を伸ばした。吹雪が舞う中で行われた地元リッチ・スタジアムで行われたニューイングランド・ペイトリオッツ戦で21回のキャリーで219ヤードを走ったシンプソンはジム・ブラウンの記録まで残り1試合で63ヤードまで迫った。最終節シェイ・スタジアムで行われたニューヨーク・ジェッツ戦も雪の中での試合となったが第1Qにジム・ブラウンの記録を更新し2000ヤード達成直前の2プレーでQBファーガソンがシンプソンを休ませるためにFBのジム・ブラックストンにボールを持たせたプレーには記録達成の瞬間を心待ちにした敵地ジェッツのファンからもブーイングが起きた。最後はブラックストンが空けた中央にシンプソンが走るプレーで7ヤードを獲得しこの試合200ヤード、シーズン通算2003ヤードの記録を達成した。この年新人QB、若い2人のWRであったため、パス攻撃はほとんど選択されず、OJが左、OJが右、OJが中央といったプレーコールがほとんどであった。シンプソンの新記録の影にはタイトエンドも含めたエレクトリックカンパニーと呼ばれる10年で最高のオフェンスラインの存在もあった。この試合残り8分となったところでQBジョー・ファーガソンはハドルで「OJの2000ヤード達成まであと60ヤードだぞ。」とチームメートに声をかけた。新記録達成後の記者会見にシンプソンはオフェンスの全選手を同席させ1人1人を特にレジー・マッケンジーへ感謝の言葉を述べた。またシンプソンはオフェンスの選手やコーチたちに純金製のブレスレットを贈った。その総額は2万ドルを超えたという。
シンプソンは1973年の活躍に対して当年の最優秀のプロスポーツ選手に与えられるヒコックベルトを受賞した。シンプソンはNFL記録である6回の1試合200ヤード獲得（そのうち3回は1973年、1973年と1976年には2試合連続で）を記録した。
1974年はNFL2位の1,125ヤードを走り3TD（1レシーブTDを除く）をあげた。
1975年、シンプソンはNFLリーディングラッシャーとなる1,817ヤードを走り、ランで16個、レシーブで7個、合計23TDをあげてこれまでゲイル・セイヤーズが持っていた22TDのNFL記録を更新した。またこの年シンプソンはパスターゲットとしても多用されるようになった。
1976年にシンプソンは生まれ育ったアメリカ西海岸のチームへのトレードを求めた。シンプソンの年俸は当時30万ドルでハリウッドでの俳優業やコマーシャル出演、ABCの解説者などでその10倍以上を稼いでいた。ロサンゼルス・ラムズとの交渉が行われたがビルズのオーナー、ラルフ・ウィルソンの要求であるマイク・ファニング、ジャック・ヤングブラッド、ローレンス・マッカチオン、ドラフト1巡指名権2つは過大であるとラムズオーナーのキャロル・ローゼンブルームは判断、トレードは成立しなかった。トレードのデッドラインぎりぎりまで他チームとのトレードもうまく進まず、ウィルソンオーナーとシンプソンは3年250万ドルの契約に合意した。この年感謝祭の日に行われたデトロイト・ライオンズ戦でシンプソンは自身の作った1試合ラッシング記録を塗り替える273ヤードを走った。この年もNFLリーディングラッシャーとなる1503ヤードを走ったがタッチダウンは9個にとどまった。
1977年シーズン、シアトル・シーホークス戦でひざを負傷しシーズン絶望となった。この年シンプソンは7試合の出場、557ヤード獲得に終わった。
1978年、前ロサンゼルス・ラムズヘッドコーチのチャック・ノックスがビルズの新ヘッドコーチになると、シンプソンはドラフト指名権5つ（1979年のドラフト1巡指名権を含む。）と引き換えにサンフランシスコ・フォーティナイナーズにトレードされたがひざや肩の故障により593ヤードの獲得にとどまった。
1979年、フォーティナイナーズにはビル・ウォルシュが新ヘッドコーチに就任したが、右ひざの故障や2歳を目前にした娘が8月に溺死したこともあり、トレーニングキャンプをほとんど休んだ。この年13試合に出場したシンプソンは120回のキャリーで460ヤードの獲得、3TDに終わり1980年1月23日に現役を引退した。
シンプソンは生涯に11,236ヤードのランを獲得し、オールプロに選出されること5回、プロボウルにも6回選ばれた。
ビルズ時代の1975年11月23日のニューイングランド・ペイトリオッツ戦で4タッチダウンをあげた。シンプソンの他にビルズで1試合4TDをあげたのは1963年8月12日のニューヨーク・ジェッツ戦でのクッキー・ギルクリスト、1979年9月9日のシンシナティ・ベンガルズ戦でのローランド・フックス、1979年9月23日のニューヨーク・ジェッツ戦でのジェリー・バトラー、1991年9月8日のピッツバーグ・スティーラーズ戦でのドン・ビービー、1992年9月6日のロサンゼルス・ラムズ戦でのサーマン・トーマス、2004年11月28日のシアトル・シーホークス戦でのウィリス・マゲイヒーの6人のみ。
シンプソンは現役最後となったアトランタ・ファルコンズ戦の第1Qで2ヤードゲインしたもののファンブルしてしまい、ボールはランディ・クロスがリカバーした。第4Q終盤、第3ダウン残り10ヤードの場面でシンプソンはボールを受取り左サイドを走ってファーストダウンを獲得しこれが現役最後のプレーとなった。シンプソンは試合後、「ファンブルが自分の現役最後のプレーとなりはしないかと心配したよ」と語った。

### 引退後
引退後は俳優やコメンテーターとして活躍し人気を博した。また、1985年にはハイズマン賞受賞者としては初めてプロフットボール殿堂入りした。

### 「O・J・シンプソン事件」

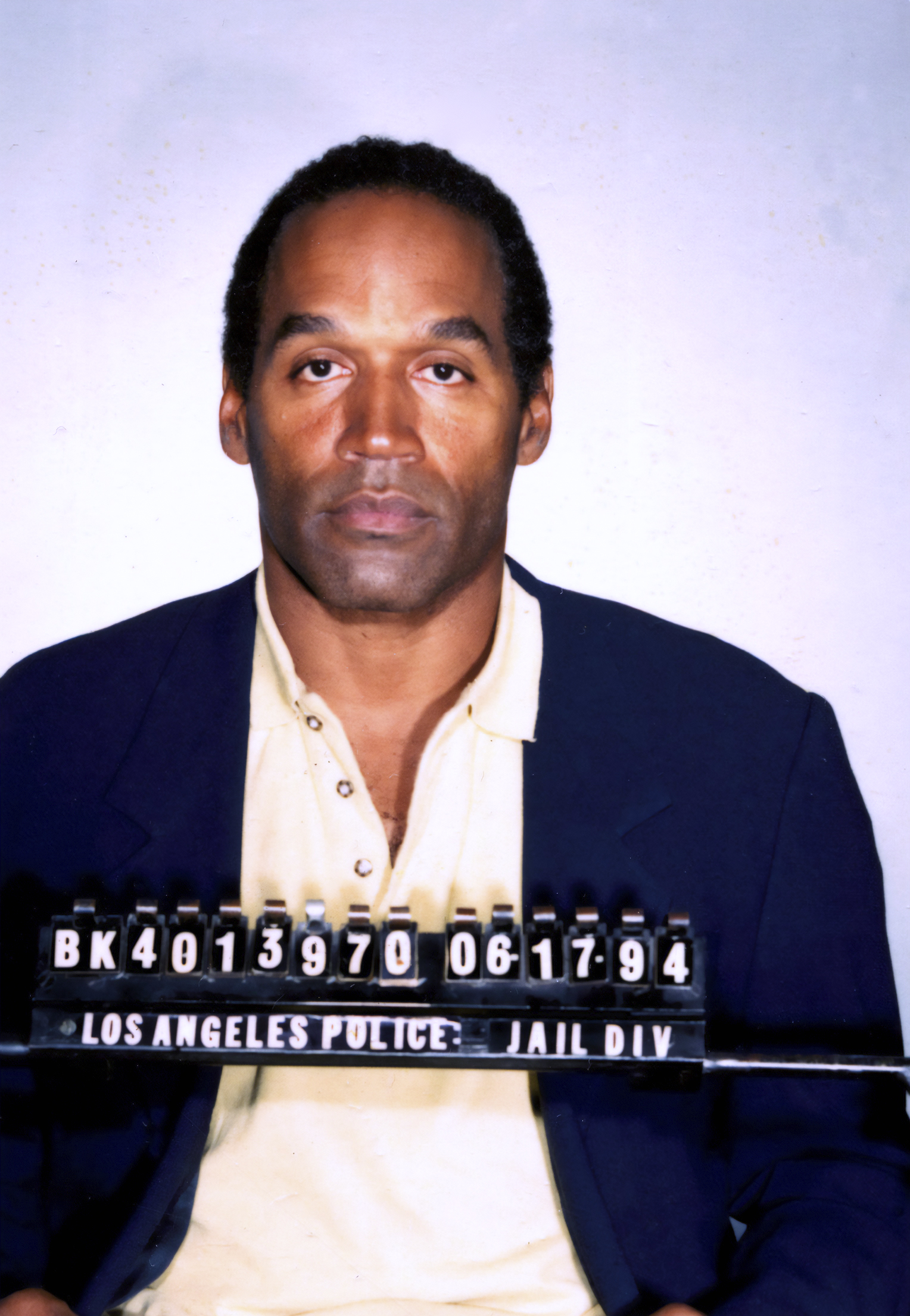
逮捕時のマグショット（1994）

シンプソンは1994年、白人の元妻のニコール・ブラウンとその友人のロナルド・ゴールドマンを殺した容疑で逮捕され、のちに起訴された。この事件は被疑者が大スターであることのみならず、捜査員の人種差別的思想の過去など様々な人種問題も絡んでアメリカ国内で非常な関心を集め、テレビ中継されたフリーウェイ上でのカーチェイスの上でのシンプソンの逮捕から判決までの期間、裁判等の動向は逐一トップニュースとなり社会的現象となった。
刑事裁判でシンプソンは無罪となったが、民事裁判ではシンプソンによるゴールドマンへの殺人が認められた。また一連の裁判による多額の借金のためシンプソンはハイズマン賞のトロフィーを売却する羽目になった。シンプソンはこの事件について『If I did it（もし私がやっていたとしたら）』という著書を出版しようとしたが、遺族の猛反対で断念した。

### その後の事件
2007年9月16日、シンプソンは5人の男と拳銃で武装してラスベガスのホテルに押し入り、多数のスポーツ記念品を盗んだ容疑で逮捕された。被害者の一人はかつてシンプソンからハイズマントロフィーを購入した人物でシンプソンは「盗まれた記念品と妻子の写真を取り戻そうとしただけで、銃など持っていなかった」と主張したがこれは退けられ、2008年12月5日、シンプソンに合計33年の懲役刑が言い渡された。
仮出所は最短でも収監9年目以降となった。2013年5月、裁判のやり直しを求めたが、同年11月に却下された。2017年7月20日、同年10月1日付での仮釈放が許可され、同年10月1日の朝に仮釈放された。
NFLは公式オンラインストアで選手名と背番号を入力してカスタマイズされたユニフォームを注文することができるが、2018年時点でシンプソンとアーロン・ヘルナンデスとレイ・カルース（共に殺人事件を犯し、有罪となっている）のユニフォームは販売禁止リストに載っている。

### 死没
2024年4月10日にがんのため死去。76歳没。翌11日、家族がXで公表した。

## プレースタイル
シンプソンはディフェンスのホールを探す能力に優れたものを持っており、カットバックする能力がずば抜けていた。

## 主な出演作
- 『タワーリング・インフェルノ』 The Towering Inferno (1974)
- 『ダイヤモンドの犬たち』 Killer Force (1975)
- 『カサンドラ・クロス』 The Cassandra Crossing (1976)
- 『カプリコン・1』 Capricorn One (1978)
- 『ハンボーン』 Hambone and Hillie (1983)
- 『裸の銃を持つ男』 The Naked Gun (1988)

また、実現こそしなかったものの、1984年の映画『ターミネーター』でアーノルド・シュワルツェネッガーが演じたT-800役の候補にも挙がっていた。